# Ронколо (Ређо Емилија)
Ронколо је насеље у Италији у округу Ређо Емилија, региону Емилија-Ромања.
Према процени из 2011. у насељу је живело 656 становника. Насеље се налази на надморској висини од 147 м.